# Нед Ладд

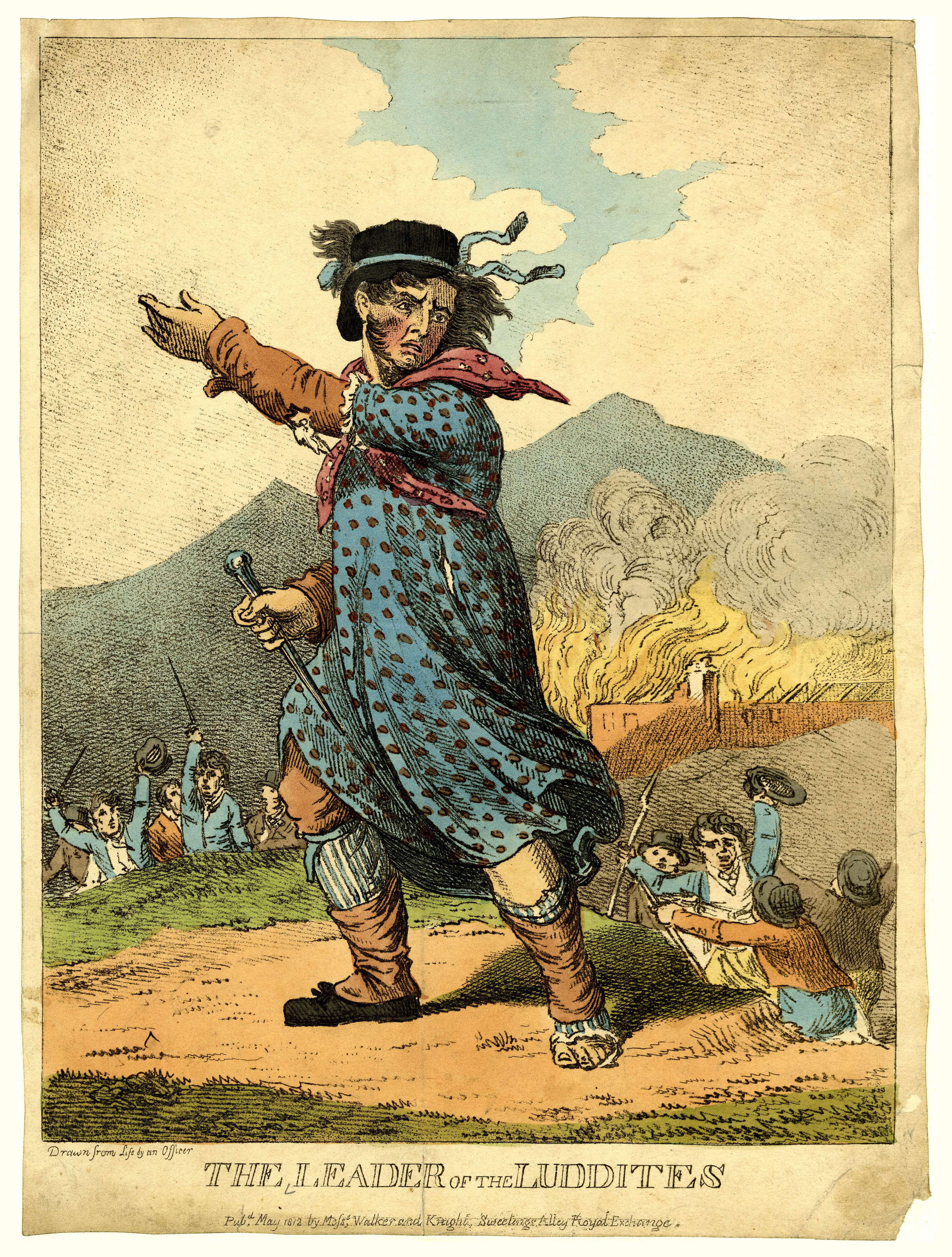
Нед Ладд

Нед Ладд, або Лудд (англ. Ned Ludd), — легендарний підмайстер, ім'ям якого назвали рух луддитів.
Згідно з легендою, витоки якої можна прослідкувати до статті у газеті The Nottingham Review, що вийшла 20 грудня 1811 року (незалежного підтвердження цій історії немає), 1779 року він у нападі гніву зруйнував свою в'язальну машину, чи то після того, як наглядач відшмагав його за лінощі, чи після того, як він став об'єктом кпинів місцевої молоді. Ця історія поширилася, і щоразу, як робітники під час акту саботажу ламали свої в'язальні машини, про це жартівливо казали: «Це зробив Нед Ладд».
Коли у 1810-х рр. у Великій Британії з'явився рух луддизму (стихійні виступи робітників мануфактур проти впровадження машин і експлуатації робітників), вони присвоїли собі ім'я на той момент вже фольклорного персонажа «Капітана Ладда» (також відомого як «Король Ладд» або «Генерал Ладд») як свого уявного засновника і лідера. Так Ладд, справжнім ім'ям якого могло бути Едвард Ладлем (Edward Ludlam), став національним народним героєм Англії.